# Клітка Фостера
Клітка Фостера, в теорії графів, ще 5-регулярний неорієнтований граф з 30 вершинами та 75 ребрами. Він є одним з чотирьох (5,5)-клітинних графів, інші, це граф Мерінгера, граф Робертсона-Вегнера та граф Вонга.
Клітка Фостера, хоч і не пов'язана з графом Фостера, але так само названа на честь Рональда Фостера.
Її хроматичне число дорівнює 4, діаметр 3 та є 5-вершинно-зв'язним графом.

## Алгебраїчні властивості
Характеристичний поліном клітки Фостера є
{\displaystyle (x-5)(x+1)(x^{2}-5)^{2}(x^{2}+2x-4)^{2}(x-2)^{4}(x^{4}+2x^{3}-6x^{2}-7x+11)^{4}.}